# 赵濯华
赵濯华（1900年—1983年12月），曾用名则东，男，吉林宾州人，中华人民共和国政治人物，曾任轻工业部科学研究院党委书记兼院长，辽宁省政协副主席。